# Exeter-Verschwörung
Als Exeter-Verschwörung (englisch Exeter Conspiracy) wurde eine angebliche Konspiration zwischen konservativen englischen Adligen gegen König Heinrich VIII. im Jahr 1538 bezeichnet. Das mutmaßliche Ziel war der Tod des Königs und die Wiederherstellung der päpstlichen Autorität in England. Tatsächlich handelte es sich um eine Verschwörungstheorie im Rahmen einer Intrige, um konservative Adlige unschädlich zu machen, die der Reformation im Weg standen. Ihren Namen erhielt sie vom Titel eines der Angeklagten, Henry Courtenay, 1. Marquess of Exeter, einem Cousin des Königs. Sowohl er als auch Sir Edward Neville, ein enger Freund des Königs, Henry Pole, 1. Baron Montagu, Sohn der Margaret Pole und Sir Nicholas Carew, Schwager von Sir Francis Bryan, fielen der Intrige zum Opfer und wurden als Verräter hingerichtet.

## Politischer Hintergrund

### Reformation unter HeinrichVIII.
In den frühen 1530ern war es in England zu einigen umwälzenden Veränderungen gekommen. Grund hierfür war die von König Heinrich betriebene Annullierung seiner Ehe mit Königin Katharina von Aragón. Da der Papst eine Annullierung ablehnte, brach Heinrich schließlich mit Rom. Daraufhin wurde er vom Papst exkommuniziert. Heinrich ernannte sich selbst zum Oberhaupt der englischen Kirche, ließ die Ehe annullieren und heiratete 1534 Anne Boleyn.  Heinrichs Lordsiegelbewahrer Thomas Cromwell, ein Sympathisant der protestantischen Reformation, bestärkte den König in seinem Kurs. Dies führte zur Schließung von Klöstern und Schreinen und zu reformatorischen Bilderstürmen, was insbesondere die gläubige Landbevölkerung empörte.
Dennoch gab es nach wie vor Adlige mit katholischen Sympathien. Die bekannteste unter ihnen war Heinrichs Tochter Maria, die nun offiziell als königlicher Bastard galt und von der Thronfolge ausgeschlossen worden war. Selbst Freunden und Verwandten des Königs missfiel ihre Behandlung, und der Einfluss Cromwells, eines Mannes aus einfachen Verhältnissen, war besonders dem alten Adel ein Dorn im Auge. Im Norden Englands kam es 1536 in der Bevölkerung zu Aufständen wie der sogenannten Pilgrimage of Grace (deutsch „Pilgerfahrt der Gnade“). Die blutige Niederschlagung der Aufstände schürte die allgemeine Unzufriedenheit. Zudem wurde befürchtet, dass der Papst mit Hilfe von englischen Agenten Marias Cousin Karl V. und möglicherweise auch den französischen König Franz I. zum Krieg mit England anstacheln würde. Das politische Klima in England war geprägt von Spannungen und Misstrauen.

### Die Familien Pole und Courtenay

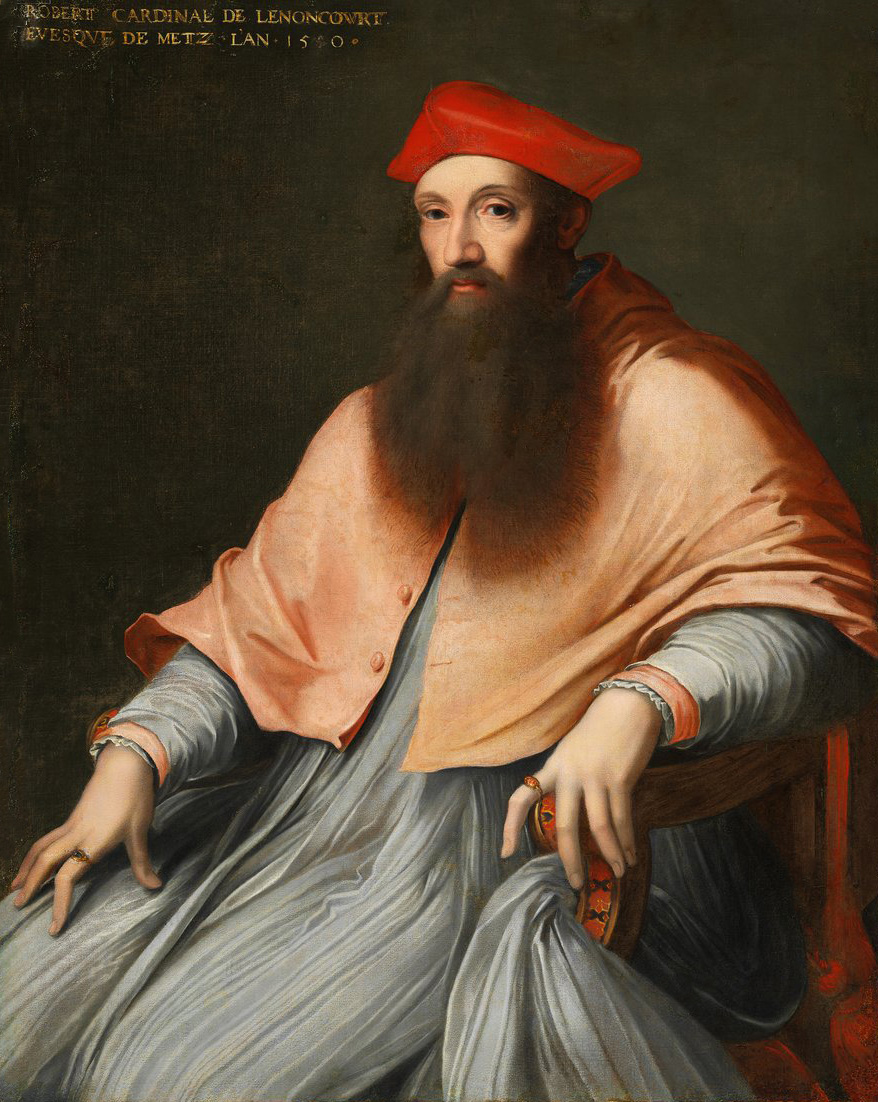
Reginald Pole, Sohn Margaret Poles. Gemälde nach einem Original von Sebastiano del Piombo.

Zwei Familien Englands stammten wie Heinrich aus dem königlichen Haus Plantagenet, die Poles und die Courtenays. Dadurch waren die Poles und Courtenays potentielle Thronerben. Margaret Pole, 8. Countess of Salisbury, war über ihren Vater George Plantagenet eine Cousine von Heinrichs Mutter Elizabeth of York. Henry Courtenay, 1. Marquess of Exeter hingegen war über seine Mutter Katherine of York Heinrichs Cousin und ein Fürst aus dem Haus York. Er war ein enger Vertrauter des Königs und ein Gentleman der Privy Chamber, der königlichen Privatgemächer, wo nur wenige handverlesene Favoriten Zugang hatten. Margaret Pole war sogar die Gouvernante der Prinzessin Maria gewesen. Aufgrund ihrer Sympathie für den Katholizismus konnten beide Familien für Unzufriedene eine Alternative zu Heinrich darstellen, weshalb er ihnen im Laufe der Jahre anfing zu misstrauen.
Besondere Bedeutung kam den Poles durch Margarets zweiten Sohn, Reginald Pole zu. Er war Heinrichs Vetter 2. Grades und hatte bereits früher gegen Heinrichs Scheidung von Katharina von Aragón protestiert, war anschließenden Konfrontationen mit dem König jedoch möglichst aus dem Weg gegangen. Im Dezember 1534 allerdings verlangte Heinrich eine klare Stellungnahme zu seiner Religionspolitik. Also schrieb Pole im Ausland 1536 das Traktat Pro Ecclesiasticae Unitatis Defensione (deutsch: Zur Verteidigung der kirchlichen Einheit), einen gnadenlosen Angriff auf Heinrichs Politik. Der König, der fest davon ausgegangen war, dass Pole ihm aufgrund der königlichen Finanzierung seiner Studien loyal war, forderte ihn zornig auf, nach England zurückzukehren und sich für seinen Angriff zu verantworten. Pole ignorierte diese Aufforderung, woraufhin seine eigene Familie ihm mit Enterbung drohte. Als Kardinal wurde er zum Legaten in Spanien ernannt, um Karl V. zu überzeugen, England aus der „frevlerischen Tyrannei“ zu befreien. Auch befürwortete und unterstützte er die Pilgrimage of Grace.

## Verlauf

### Sir Geoffrey Pole
Der Hauptzeuge im Zuge der Exeter-Verschwörung war Sir Geoffrey Pole, Montagues und Reginald Poles jüngerer Bruder. Obwohl die Poles sich weitestgehend von Reginald distanziert hatten, argwöhnte Heinrich, dass sie nach wie vor heimlich mit ihm in Kontakt standen. Ende August wurden Geoffrey Pole und sein ehemaliger Diener Hugh Holland verhaftet und in den Tower of London gesperrt. Offizielle Gründe wurden nicht angegeben, doch ging im Volk bald das Gerücht um, dass Holland Briefe zu Reginald geschmuggelt hätte und Geoffrey Pole seinem Bruder heimlich Soldaten schicken wollte. Vermutlich ahnte Geoffrey Pole jedoch, was ihm und seiner Familie bevorstand, denn er unternahm im Tower einen verzweifelten, erfolglosen Selbstmordversuch.

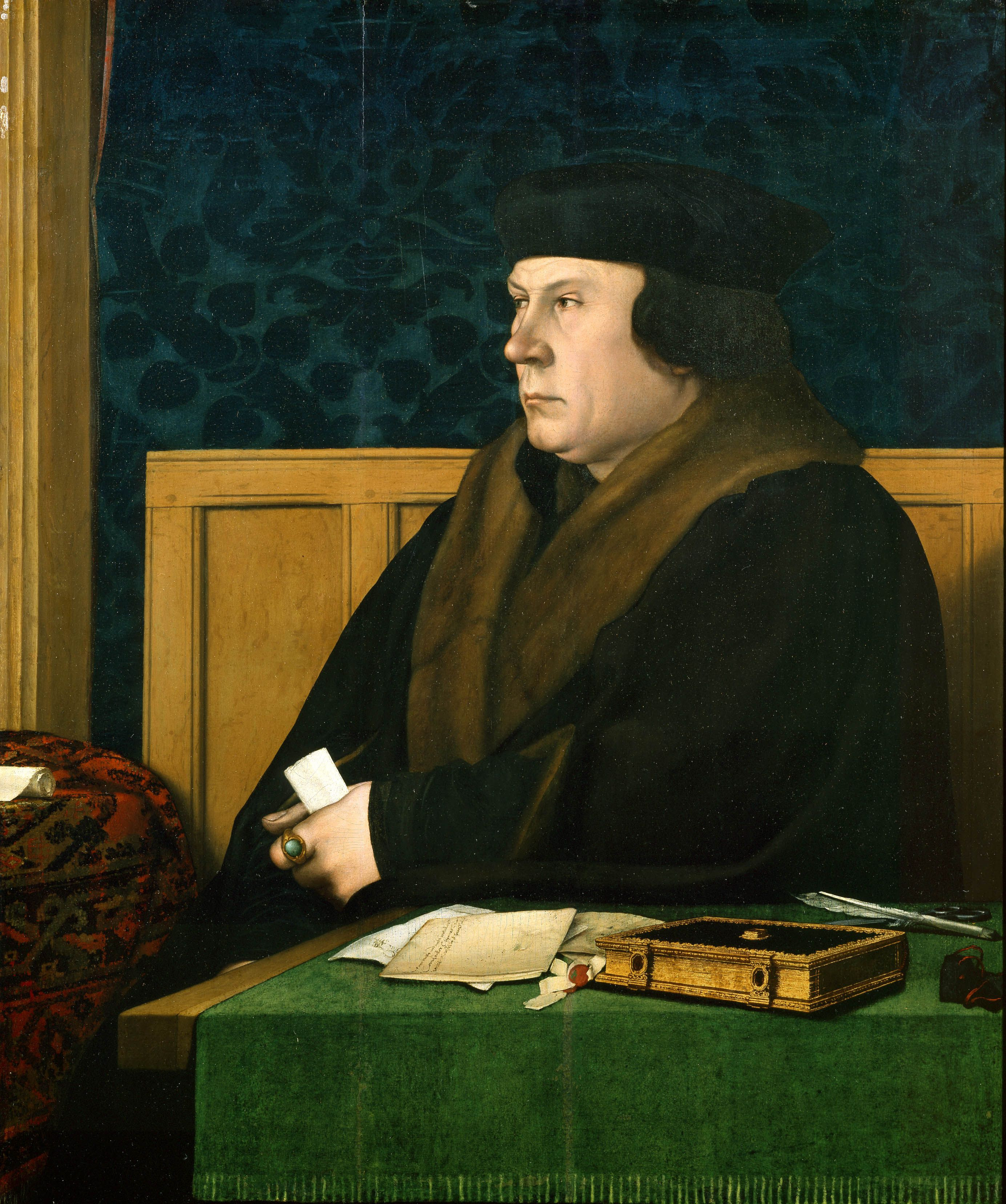
Thomas Cromwell, ein potentieller Drahtzieher der Exeter-Verschwörung. Gemälde von Hans Holbein dem Jüngeren (1532/33).

Nach zwei Monaten Haft wurde er schließlich diversen Verhören unterzogen, um herauszufinden, ob er mit Reginald in Kontakt gestanden oder dessen Angriffe gegen Heinrich befürwortet hätte. Auch wurde er befragt, welche Personen mit ihm kommuniziert hatten und ob diese ebenfalls eine „Änderung der Dinge“ wünschten. Explizit fragte Cromwell u. a. nach Margaret Roper und Margaret Giggs, den Töchtern des hingerichteten Sir Thomas More, die aus ihrem Unmut über die Schließung und Zerstörung der Klöster keinen Hehl machten. Doch obwohl Geoffrey ihm über die beiden Auskunft erteilte, konzentrierte Cromwell sich bald auf wesentlich einflussreichere Verdächtige. Unter dem Druck und möglicherweise auch aus Angst vor Folter benannte Geoffrey Ende Oktober u. a. seinen Bruder Montague, seine Mutter, die Courtenays und Sir Edward Neville als seine Sympathisanten. Er sagte aus, Neville hätte den König im Palace of Westminster als „Untier und schlimmer als ein Untier“ beschimpft, ein schwerer Fall von Majestätsbeleidigung.
Des Weiteren behauptete er, Montague hätte von ihm verlangt, nicht dem König, sondern der verstoßenen Katharina von Aragón zu dienen, da er den König „von Kindesbeinen an nicht mochte“. Montague sollte zudem die Aussicht auf den Tod des Königs begrüßt haben, womit nach damaligem Recht der Tatbestand des Hochverrats erfüllt war. Auch Indizien gegen die Courtenays ließen nicht lange auf sich warten. So hatte Henry Courtenay im August angeblich zu Montague gesagt: „Ich bin mir sicher, dass wir eines Tages über diese Schurken triumphieren werden, die den König kontrollieren und dass ich eines Tages eine fröhliche Welt sehen werde.“ Auch waren seine Sympathien für Prinzessin Maria und die verstorbene Katharina von Aragón bekannt. Im Juni 1536 war er aus dem Privy Council entlassen worden, da Maria sich weigerte, ihre Illegitimität anzuerkennen. Zu diesem Zeitpunkt hatte Heinrich Schritte zur Verhaftung Marias als ungehorsame Untertanin in die Wege geleitet und argwöhnte, dass Courtenay die Prinzessin in ihrem Starrsinn unterstützte. Eine Untersuchung der Dinge schien somit nur logisch.

### Verhaftungen und Verhöre
Aufgrund der Aussagen Geoffrey Poles wurden am 4. und 5. November die Poles, die Courtenays und Sir Edward Neville verhaftet. Während der folgenden Verhöre im Tower belastete Gertrude Courtenay Neville, indem sie andeutete, er hätte sich in Prophezeiung versucht. Auch sagte sie aus, er hätte in ihrem Garten verkündet, dass „eines Tages Schurken gestürzt und Lords wieder herrschen werden“, was als Angriff auf den einfach geborenen Cromwell gewertet wurde. Zusätzlich wurde Gertrudes engere Bekanntschaft mit Elizabeth Barton untersucht, die aufgrund ihrer Prophezeiungen gegen Heinrichs Ehe mit Anne Boleyn 1534 hingerichtet worden war. Unter anderem hatte Barton Heinrichs Tod vorausgesagt, was als Hochverrat galt. Gertrude leugnete allerdings, Barton jemals geglaubt zu haben.
Auch die Diener der Verdächtigten wurden verhört. Elizabeth Darrell, Geliebte des Thomas Wyatt, erzählte während ihres Verhörs, dass ein Unbekannter ihr mitgeteilt hatte, dass der König einen Mörder namens Peter Meotes auf den Kontinent geschickt hätte, um Reginald Pole zu töten. Daraufhin, so Darrell, hätte Geoffrey Pole erwidert: „Beim Blut Gottes, wenn er ihn getötet hätte, würde ich meinen Dolch in ihn stoßen, Diener des Königs oder nicht.“ Andere Diener sagten aus, dass sowohl Montague als auch Geoffrey Pole in letzter Zeit viele Briefe verbrannt hätten, was als weiteres Indiz gegen sie verwendet wurde.
Richard Morison, ein bevorzugter Propagandist Cromwells, fasste die Indizien und Gerüchte in seinem Werk An Invective Ayenste the Great and Detestable Vice, Treason (deutsch: Eine Schmähung gegen das große und scheußliche Laster, Verrat) zusammen. Hier erhielt die sogenannte Verschwörung auch erstmals ihren Namen. Das Werk behauptete, dass Courtenay sich bereits 1531 als rechtmäßigen Thronfolger bezeichnet und in Cornwall Männer zu den Waffen gerufen hätte. Um seinen Anspruch durchzusetzen, so Morison, hätte er nun gemeinsame Sache mit Reginald Pole gemacht, der wiederum geplant hätte, sich mit Heinrichs Tochter Maria zu verheiraten und den König zu stürzen. Für die Verdächtigen hätten die Anschuldigungen zu keinem ungünstigeren Zeitpunkt kommen können. Zur gleichen Zeit nämlich sickerten in England Nachrichten ein, dass Karl V. und Franz I. darüber nachdachten, im Rahmen ihres Bündnisses vom Juli 1538 in England einzumarschieren, um der „Ketzerei“ ein Ende zu bereiten. Mit Courtenay und den Poles als potentiellen Verbündeten der römisch-katholischen Königreiche nahm die Verschwörungstheorie nun ein Ausmaß an, das eine Anklage wegen Hochverrats rechtfertigte.

## Ausgang
Dass die „Beweise“, die gegen sie vorlagen, bloße Indizien waren, die von Morison zu einer Verschwörung aufgebauscht wurden, rettete die Angeklagten nicht. Obwohl Courtenay, Montague und Neville ihre Unschuld beteuerten und bei ihrer Gerichtsverhandlung auf „nicht schuldig“ plädierten, wurden sie von der Jury als Verräter zum Tode verurteilt. Am 9. Dezember 1538 fand ihre Hinrichtung auf Tower Hill statt. Montagues Mutter Margaret Pole, Courtenays Ehefrau Gertrude und sein Sohn Edward blieben in Haft. Gertrude wurde nach 18 Monaten schließlich wieder entlassen, ihr Sohn Edward erhielt erst unter Königin Maria seine Freiheit zurück. Margaret Pole blieb bis zu ihrer Hinrichtung am 28. Mai 1541 im Tower inhaftiert.

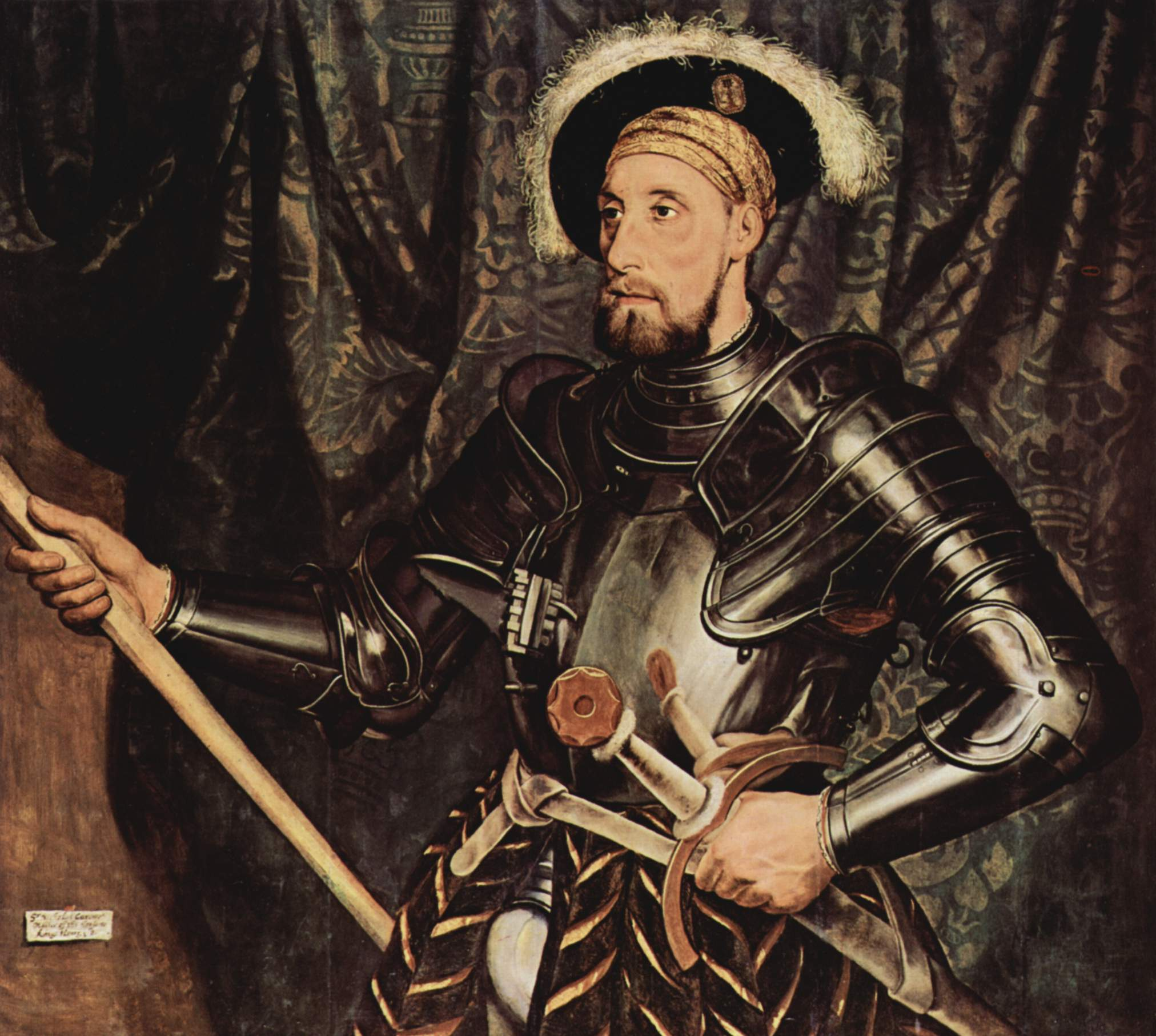
Sir Nicholas Carew, ein spätes Opfer der Exeter-Verschwörung. Gemälde von Hans Holbein dem Jüngeren.

Wenige Wochen nach dem Tod Courtenays, Nevilles und Poles forderte die Intrige ein weiteres Opfer. Sir Nicholas Carew, ebenfalls ein prominenter Günstling des Königs und Anhänger der Prinzessin Maria, wurde am 31. Dezember 1538 verhaftet. Als Begründung diente ein Brief, der im Haus Gertrude Courtenays gefunden worden war und angeblich Nicholas Carew als Mitwirkenden an der Exeter-Verschwörung belastete. Er wurde ebenfalls als Verräter verurteilt und am 8. März 1539 hingerichtet.
Geoffrey Pole, der einzige, der bei seiner Verhandlung auf „schuldig“ plädierte, wurde zwar verurteilt, aber nicht hingerichtet. Am 30. Dezember deutete Thomas Cromwell dem französischen Botschafter gegenüber an, dass er sich noch mehr Informationen von seinem Gefangenen erhoffte. Am 4. Januar 1539 erhielt Geoffrey letztendlich eine Begnadigung, wurde aber immer wieder wegen angeblicher Vergehen vor Gericht gezerrt. Nach der Hinrichtung seiner Mutter fühlte Geoffrey sich seines Lebens nicht mehr sicher und verließ England als gebrochener Mann. Sein Bruder Reginald Pole brachte ihn vor den Papst, der ihm Absolution für seine Aussagen gegen seine Familie erteilte. Erst unter Königin Maria kehrte Geoffrey Pole nach England zurück.

## Hinter den Kulissen
Es wird von Historikern vermutet, dass Thomas Cromwell Drahtzieher der Intrige war. Er trieb aktiv die englische Reformation voran und hatte bereits 1536 Henry Courtenay, Nicholas Carew und Francis Bryan beschuldigt, Prinzessin Maria wieder in die Thronfolge eingliedern zu wollen, obwohl sie ihn beim Sturz Anne Boleyns unterstützt hatten. Auch hatte er im Fall Anne Boleyns ähnliche Methoden verwendet, um sich einer gefährlichen Gegnerin zu entledigen: eine Verhaftung – damals Mark Smeaton, diesmal Geoffrey Pole – und anschließende Geständnisse, die adlige Personen schwer belasteten. Historiker vermuten, dass Courtenays herausragende Rolle in der Privy Chamber und sein Einfluss auf den König Cromwell ein Dorn im Auge war. Zwischen ihnen bestanden scheinbar persönliche Spannungen, denn 1537 war in Somerset das Gerücht umgegangen, Courtenay hätte Cromwell mit einem Dolch niedergestochen und wäre dafür in den Tower gesandt worden. Auch Carew war mächtig genug, um für Cromwell im Zweifelsfall eine Gefahr darzustellen. Obwohl Heinrich Cromwells Reformationspolitik ausdrücklich unterstützte, betrachtete der König den aufkeimenden Protestantismus nach wie vor als Ketzerei und behielt die katholischen Riten bei. Mit hoher Wahrscheinlichkeit sah Cromwell in Heinrichs konservativen Freunden eine Gefahr für seine Reformationspolitik.
Unklar ist, ob Heinrich VIII. wusste, dass es sich um keine echte Verschwörung handelte. Zeitgenossen zufolge hatte der König selbst kein Interesse daran, seine Verwandten und Freunde aus dem Weg zu räumen, denn am 13. November schrieb sein Sekretär Thomas Wriothesley, 1. Earl of Southampton, an Thomas Wyatt: „Die Anschuldigungen gegen sie wiegen sehr schwer und werden von glaubwürdigen Zeugen unterstützt, doch liebt der König sie so sehr und ist so unwillig, gegen sie vorzugehen, dass unklar ist, was er tun wird.“ Andererseits war der König bekannt für seine Furcht vor Rivalen für seinen Thronfolger und vor Aufständen gegen seine Herrschaft. Bereits 1537 hatte er Francis Bryan nach Europa entsandt, um Reginald Pole für seine Treffen mit Heinrichs Feinden zu verhaften oder zu töten. Auch misstraute er seiner Tochter Maria und achtete darauf, sie politisch zu isolieren, da er stets einen Aufstand ihrer Sympathisanten fürchtete. Der kaiserliche Botschafter Eustace Chapuys schrieb nach den Hinrichtungen düster: „Es scheint, als wollten sie ihr [Maria] so wenige Freunde wie möglich lassen.“ Doch obwohl der König durchaus Motive gehabt hätte, die Poles, Courtenays und Neville zu stürzen, bleibt seine tatsächliche Beteiligung an der Intrige ungeklärt.